# Touroulia
Touroulia es un género de plantas fanerógamas perteneciente a la familia Ochnaceae. Comprende 6 especies descritas y de estas, solo 2 aceptadas.

## Taxonomía
El género fue descrito por Jean Baptiste Christophore Fusée Aublet y publicado en Histoire des Plantes de la Guiane Françoise 1: 492, pl. 194. 1775.

## Especies aceptadas
A continuación se brinda un listado de las especies del género Touroulia  aceptadas hasta mayo de 2014, ordenadas alfabéticamente. Para cada una se indica el nombre binomial seguido del autor, abreviado según las convenciones y usos: 
- Touroulia amazonica Pires & A.S. Foster
- Touroulia guianensis Aubl.